# Petrovgletsjer
De Petrovgletsjer (Kirgizisch: Петров мөңгүсү; Russisch: Ледник Петрова) is een gletsjer gelegen in de oblast Ysykköl van Kirgizië. Ze ligt op het noordelijke centrale deel van de tot 5126 m hoge Ak-Sjyirak in het Tian Shangebergte. In het onderste deel schuift de gletsjer in westnoordwestelijke richting. De gletsjer valt binnen het natuurreservaat Zapovednik Saryčat-Ertaš. De gletsjer draagt de naam van een topograaf, die in 1869 deelnam aan de expeditie van Alexander von Kaulbars in dit gebied. In 1869 was de eindmorene van de Petrovgletsjer gelegen op een hoogte van 3.710 meter boven zeeniveau.
Sinds de eerste helft van de 19e eeuw trok de gletsjer zich terug vanaf dit punt en begon de formatie van een gletsjermeer — het Petrovmeer. In de laatste tientallen jaren trok de gletsjer zich steeds verder terug, van 1957 tot 2006 ongeveer 1,6 km. In 1995 bedroeg de lengte 12,3 km en de oppervlakte 69,8 km². Het hoogtebereik loopt van 4900 meter boven zeeniveau tot 3741 meter aan het onderste uiteinde, waar de breedte 1,7 km bedraagt. Het smeltwater van de Petrovgletsjer voedt het Petrovmeer, dat is gelegen tussen de eindmorene en de huidige terminus van de gletsjer.